# Шахристан (Шахристанский район)
Шахристан (тадж. Шаҳристон; до 1932 г. — Верхний Дальян) — село на севере Таджикистана, центр одноименного района и общины. Находится в предгорной Шахристанской впадине к северу от Туркестанского хребта, которая является ядром исторической области Уструшана, на обоих берегах реки Шахристансай, в 25 километрах к юго-западу от Истаравшана (Ура-Тюбе) и в 102 километрах юго-западнее города Худжанда. Административный центр Шахристанского района Согдийской области. Население Шахристанского джамоата 16 295 человек по данным переписи 2010 года.
Шахристан делится фактически на три части, примыкающие друг к другу: Шахристани Боло (Верхний), Шахристани Поён (Нижний) и собственно райцентр. Через район проходит автодорога «Душанбе — Худжанд — Чанак» (М34).

## История

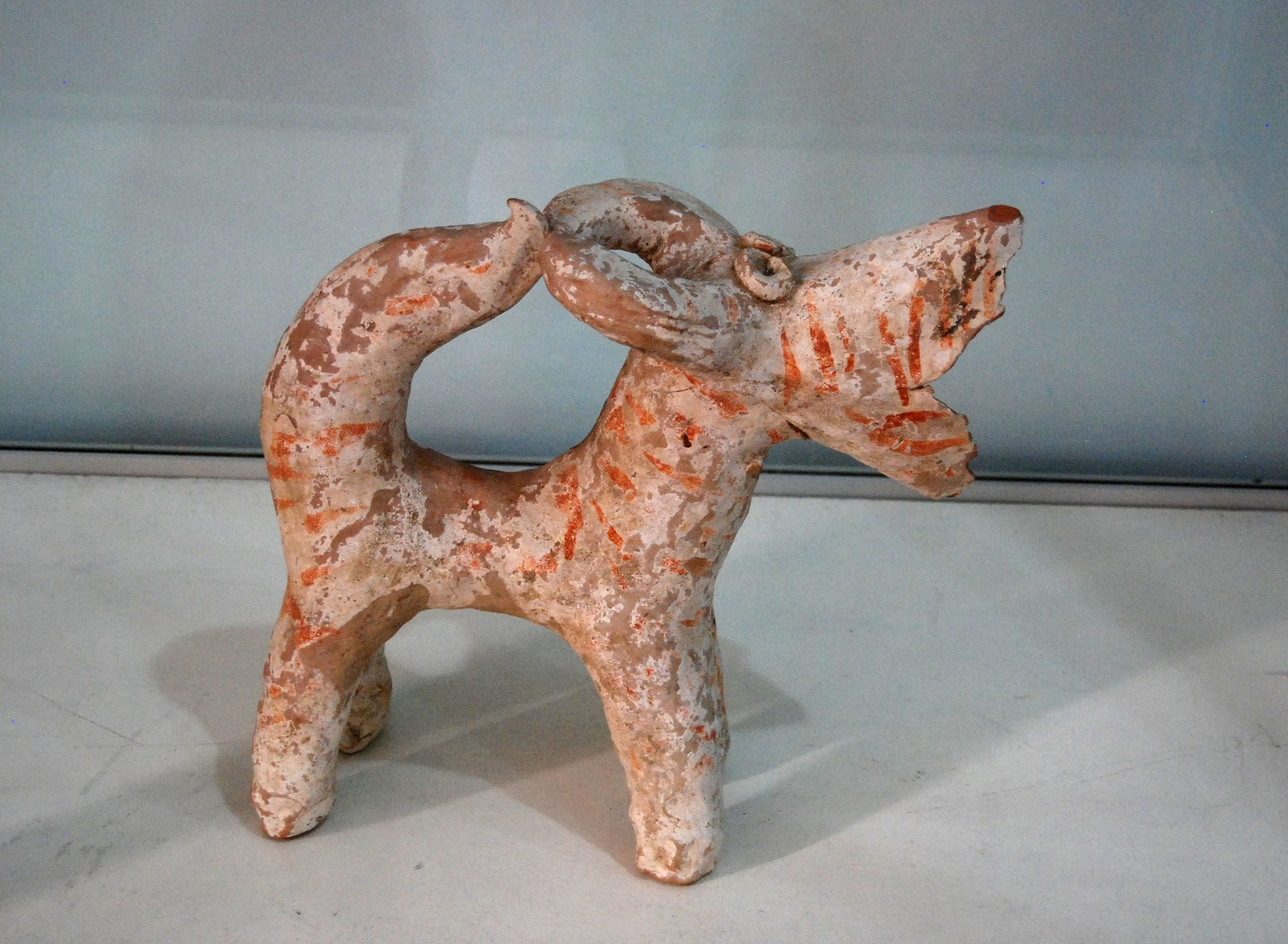
Фигурка из городища Калаи-Кахкаха. Национальный музей древностей Таджикистана

На холмах, прилегающих с запада к современному селу находится городище Кахкаха (Калаи-Кахкаха, раскопки с 1955 года), которое отождествляется с городом Бунджикат (тадж. Бунҷикат), столицей княжества Уструшана раннего и высокого Средневековья (V—IX вв.). Бунджикат располагался на берегах Шахристансая на территории современного поселка Шахристан и прилегающих к нему с запада предгорных холмов. По данным письменных источников, город был комплексом замков (дворцов), объединённых в систему, окруженную оборонительной стеной с башнями. Город состоял из трех частей: кухендиза (цитадели с дворцом правителя), шахристана и рабада. Все три части имели свои оборонительные стены, а наружная стена окружала весь город, обеспечивая оборону всего города. Согласно аль-Истахри в Бунджикате жило около 10 тысяч жителей. Город был хорошо укреплён и благоустроен, имел систему водопровода и канализации. Вода подавалась через подземные кяризы, а затем по разветвлённой сети открытых и закрытых каналов в жилые районы. Точная локализация Бунджиката и последующие стационарные раскопки вызвали всплеск интереса к Уструшане и, как следствие, широкие археологические исследования по всей территории этой загадочной страны. Открытие уникальных росписей замка правителей Уструшаны, археологические находки заставили учёных переоценить культурно-историческое значение Северного Таджикистана в древности.
Место древнего города Шахристан (Кахкаха) является уникальным археологическим памятником, где элементы строения городов IX—XII веков выражены очень четко. Кахкаха была политическим, экономическим и культурным центром Уструшаны. В 1999 году объект «Древний город Шахристан (Кахкаха)» внесён в лист кандидатов в список объектов всемирного наследия ЮНЕСКО.
Городище Калаи-Кахкаха — самый изученный памятник на территории Уструшаны. В экспозиции Национального музея древностей Таджикистана в Душанбе находится тимпан — большое деревянное полуовальное панно входной двери тронного зала дворца правителей («афшинов») в городище Калаи-Кахкаха I, которое демонстрирует великолепное искусство художника-резчика (VIII—IX вв.). Миниатюрные изображения фигур, одежды воинов, конская сбруя – точны и реалистичны. В его композициях воплощен основной сюжет древнеиранского героического эпоса «борьба сил добра с силами зла». Этот сюжет в X веке использовал Фирдоуси в знаменитой поэме «Шахнаме». В городище Калаи-Кахкаха обнаружены более 200 обуглившихся фрагментов резного дерева.

## Шахристанский джамоат
В Шахристанский джамоат входят сёла:
- Шахристан
- Фирдавси (тадж. Фирдавсӣ, Бураген)[13]
- Чильхуджра (Турсунзода, Джаркутан)[13]
- Вахдат[тадж.] (Каерма)[13]
- Бустон[тадж.] (Ишкили)[13]
- Истиклол (тадж. Истиқлол, Кенгкул)[13]
- Темурмалик (Урохли)[13]
- Бакробод (Мукур)[14]
- Сароби (тадж. Саробӣ)
- Чашмасор
- Ходжаи-Тух (тадж. Хоҷаи Туғ)